# Småföretagarnas arbetslöshetskassa
Småföretagarnas arbetslöshetskassa (SmåA) är en arbetslöshetskassa för småföretagare. A-kassan är avsedd för företagare som arbetar i små- och medelstora företag. Även deras familjemedlemmar ingår om de arbetar i företaget. Företaget måste bedriva sin verksamhet i Sverige. Som för andra a-kassor är kassans uppdrag att betala ut ersättning till medlemmarna vid arbetslöshet i enlighet med bestämmelserna i lagen om arbetslöshetsförsäkring.